# Metschnikowia shanxiensis
Metschnikowia shanxiensis är en svampart som beskrevs av M.L. Xue & L.Q. Zhang 2006. Metschnikowia shanxiensis ingår i släktet Metschnikowia och familjen Metschnikowiaceae.   Inga underarter finns listade i Catalogue of Life.